# Genyatremus luteus
Genyatremus luteus és una espècie de peix pertanyent a la família dels hemúlids i l'única del gènere Genyatremus.

## Descripció
- Pot arribar a fer 37 cm de llargària màxima (normalment, en fa 25) i 800 g de pes.
- 13 espines i 12-12 radis tous a l'aleta dorsal i 3 espines i 11 radis tous a l'anal.[3][4][5]

## Alimentació
Menja crustacis.

## Hàbitat
És un peix marí i d'aigua salabrosa, demersal i de clima tropical que viu fins als 40 m de fondària.

## Distribució geogràfica
Es troba a l'Atlàntic occidental: des de Colòmbia fins al Brasil.

## Ús comercial
Es comercialitza fresc.

## Observacions
És inofensiu per als humans.